# Клезтори
«Клезтори» (англ. Kleztory) — канадский музыкальный ансамбль в стиле клезмер и этнической музыки. Коллектив был основан в 2000 году в Монреале. Ансамбль исполняет традиционный клезмер и этнический репертуар в своём собственном стиле, черпая вдохновение из джаза, классической музыки, цыганского фольклора, кантри, народной музыки и блюза. В 2007 году диск ансамбля «Nomade» получил Квебекскую премию Opus за лучший альбом в категории «джаз / этническая музыка», а в 2012 году получил премию «Fürth klezmer Prize» на 3-м международном фестивале еврейской музыки в Амстердаме.

## Состав группы
В настоящее время членами ансамбля являются Эльвира Мисбахова (скрипка), Айрат Ишмуратов (кларнет, бас-кларнет, дуклар), Марк Питсма (контрабас), Дэни Николя (гитара), который в 2015 занял место гитариста Алэна Лего, и Мелани Бержерон (аккордеон), в 2013 заменившая аккордиониста Анри Опенхайма. Кроме того, бывший участник коллектива (с 2013 по 2014) Александру Шура (цимбалы), ныне проживающий в Кишинёве, Молдавия, регулярно гастролирует с «Клезтори» в качестве специально приглашённого гостя.

## История творчества

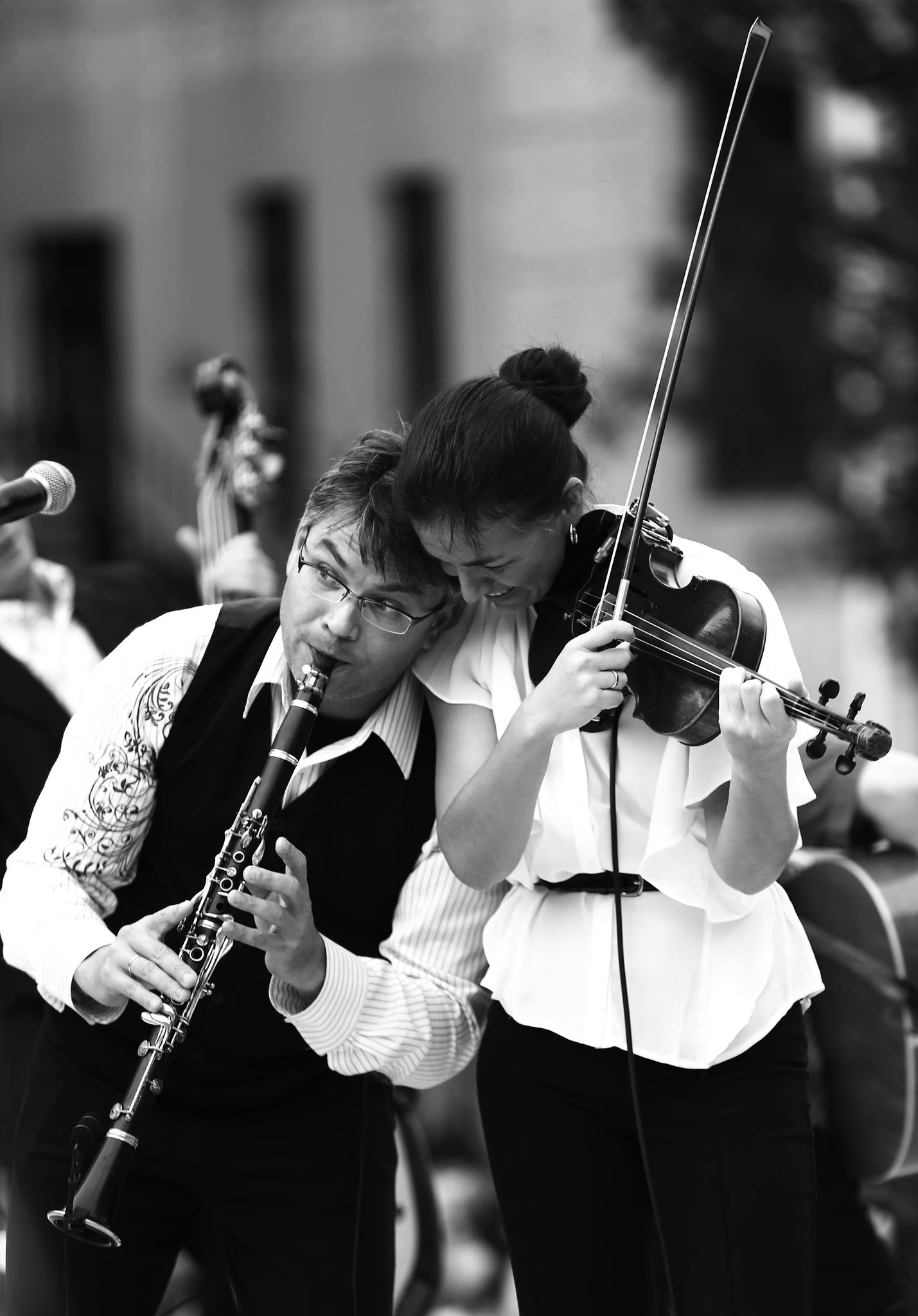
Айрат Ишмуратов и Эльвира Мисбахова во время выступления Клезтори в Шанхае, Китай, август 2013

В период с 2000 по 2017 «Клезтори» выступал на самых разнообразных музыкальных площадках по всему миру, включая концерты в Канаде, США, Нидерландах, Германии, Австрии, Бельгии, Венгрии, Румынии, Бразилии, Мексике, Коста-Рике, Швейцарии и Китае. В 2012 ансамбль был выбран единственным представителем Канады для участия в 3-м международном фестивале еврейской музыки в Амстердаме, где группа завоевала премию «Fürth klezmer Prize» и, как следствие, весной 2013 года была приглашена на клезмерский фестиваль в городе Фюрт (Германия). В октябре 2015 «Клезтори» принял участие в международной выставке в сфере поддержки и развития мировой музыки «WOMEX» в Будапеште. Ансамбль выступал в качестве солиста с многочисленными оркестрами, среди которых можно назвать: Монреальский симфонический оркестр, Столичный оркестр Большого Монреаля, Квебекский симфонический оркестр, камерный оркестр «I Musici de Montréal», «Les Violons du Roy», камерный оркестр Брюсселя и многие другие.

## Студийные альбомы
«Клезтори» выпустил свой первый компакт-диск под названием «Kleztory — Musique Klezmer» в начале 2001. Несколькими годами позже группа записала второй диск в сотрудничестве с камерным оркестром «I Musici de Montréal» под руководством Юлия Туровского. Данный диск был записан британской звукозаписывающей компанией «Chandos Records» и выпущен на международный рынок весной 2004 года. В марте 2007 коллектив представил третий компакт-диск под названием «Nomade», который принёс ансамблю Канадскую премию Opus как лучший джазовый альбом года. В 2013 «Клезтори» записал новый диск и запустил шоу-программу под названием «Arrival». Альбом «Arrival» был номинирован на премию ADISQ как лучший альбом года в категории традиционного стиля.

## Дискография
- 2001 — «Kleztory — Musique Klezmer»
- 2004 — «Kleztory» с Юлием Туровским и камерным оркестром «I Musici de Montréal» (записан британской звукозаписывающей компанией Chandos Records)
- 2007 — «Nomade» (Amerix)
- 2013 — «Arrival» (Amerix)
- 2017 — «Nigun» (Amerix)

## Награды
- 2014 — номинант ADISQ «альбом года в традиционном стиле» за альбом «Arrival»[13]
- 2012 — победитель премии Opus в 2007 году как лучший альбом года в категории «джаз / этническая музыка» за альбом «Nomade», Квебек, Канада
- 2012 — обладатель премии «Fürth klezmer Prize» 3-го международного фестиваля еврейской музыки, Амстердам